# Eonycteris robusta
Il pipistrello mattutino delle Filippine (Eonycteris robusta  Miller, 1913) è un pipistrello appartenente alla famiglia degli Pteropodidi, endemico delle Filippine.

## Descrizione

### Dimensioni
Pipistrello di medie dimensioni con lunghezza totale tra 127 e 155 mm, la lunghezza dell'avambraccio tra 67 e 82 mm, la lunghezza della coda tra 20 e 28 m, la lunghezza delle orecchie tra 19 e 23 mm e un peso fino a 80 g.

### Aspetto
La pelliccia è corta e vellutata, le tibie e le membrane alari sono prive di peli. Il colore del dorso è marrone scuro, distintamente più scuro sulla testa, mentre le parti ventrali sono marroni chiare, con le punte dei singoli peli argentate. È presente un collare grigio chiaro. Il muso è lungo ed affusolato, le narici sono leggermente tubulari, separate da un solco profondo che si estende sul muso fino al labbro superiore. Gli occhi sono grandi. Le orecchie sono relativamente corte, con l'estremità arrotondata e un piccolo lobo antitragale. Le membrane alari sono bruno-nerastre. La coda è relativamente corta, mentre l'uropatagio è ridotto ad una sottile membrana lungo la parte interna degli arti inferiori. Il calcar è poco sviluppato.

## Biologia

### Comportamento
Si rifugia all'interno di grotte calcaree insieme a E.spelaea e R.amplexicaudatus, vicino alle foreste dove si nutre.

### Alimentazione
Si nutre di polline.

## Distribuzione e habitat
Questa specie è diffusa nelle Filippine: Biliran, Catanduanes, Leyte, Lubang, Luzon, Marinduque, Maripipi, Mindanao, Mindoro, Negros, Samar e Siargao.
Vive nelle foreste primarie e secondarie fino a 1 100 metri di altitudine.

## Conservazione
La IUCN Red List, considerato il declino significativo a causa della perdita del proprio habitat e forse anche per la caccia, classifica E.robusta come specie prossima alla minaccia di estinzione (Near Threatened).